# Wanaka
Wanaka est une ville de l'Otago, région de l'île du Sud de Nouvelle-Zélande. Elle est située à l'extrémité sud du lac Wanaka, à côté de l'exutoire du lac dans le fleuve Clutha.
C'est la porte d'entrée vers le parc national du mont Aspiring. Wanaka est avant tout une station balnéaire proposant de nombreuses activités de plein air.
Durant l'hiver austral, la station de sports d'hiver, située à 30 km au sud, entre le mont Cardrona (en) et le mont Pisa (en), ouvre ses 3 stations : "Treble Cone (en)" pour les sportifs, "Cardrona" pour les familles, et "Snow Farm (en)", l'unique station de ski de fond du pays.
En raison de l'activité touristique en plein essor et du nombre croissant de retraités, la population est en forte augmentation (50 % en 10 ans).